# Adela Pla
Adela Pla Pastor (Sedaví, 1938 – ibídem, 16 de agosto de 2005) fue una profesora, juez de paz y política socialista española, la primera mujer en ocupar un cargo de consejera en un gobierno preautonómico (Consejo del País Valenciano), la primera elegida diputada por la circunscripción electoral de Valencia tras la recuperación de las libertades públicas y la primera en la delegación de las Cortes españolas ante el Consejo de Europa (1982-1987)

## Biografía
En el ámbito profesional, fue profesora de Primaria en su momento, y de Enseñanza General Básica después, en Picasent, donde participó en la fundación y desarrollo de un modelo educativo, la escuela La Comarcal, basado en una enseñanza pública y de calidad, con acceso al conocimiento y uso del valenciano ya en tiempos del franquismo.
Hija del último alcalde de Sedaví durante la Segunda República, Vicent Pla, en el ámbito político fue afín a los movimientos socialistas y progresistas desde joven. Se afilió finalmente al Partido Socialista del País Valenciano (PSPV-PSOE) en 1976. Fue nombrada consejera del tercer y cuarto Consejo del País Valenciano por Josep Lluis Albiñana y elegida diputada al Congreso por Valencia en cinco ocasiones consecutivas (1979, 1982, 1986, 1989 y 1993), donde fue vicepresidente de la Comisión de Control de Radio Televisión Española.  
En 1996 abandonó la política institucional y regresó a su localidad natal, de nuevo como maestra en la escuela La Comarcal y como juez de paz.